# バウティスタ・デルグイ
バウティスタ・デルグイ（Bautista Delguy、1997年4月22日 - ）は、トップ14ASMクレルモン・オーヴェルニュに所属するラグビー選手。

## プロフィール
- アルゼンチン、レメディオス・デ・エスカレード出身。
- ポジションはウィング(WTB)。
- 身長 181cm、体重 83kg
- アルゼンチン代表キャップは23（2022年8月現在）でワールドカップ2019のアルゼンチン代表に選ばれた[1]。

## 略歴
プカラを経て、2018年、ハグアレスに加入。
2020年、ボルドーに加入。
翌2021年、USAペルピニャンに加入。
2022年、ASMクレルモンに加入。 